# What Evil Lurks
What Evil Lurks to tytuł utworu i pierwszy singel brytyjskiej formacji The Prodigy. Singel został wydany w lutym 1991 tylko w postaci limitowanej 12-cal. płyty winylowej, która sprzedała się w liczbie około 7000 sztuk.

## Lista utworów

### 12" płyta winylowa (XLT 17)
Strona A
1. "What Evil Lurks" (4:23)
2. "We Gonna Rock" (4:34)

Strona B
1. "Android" (5:03)
2. "Everybody in the Place" (3:27)